# Milivojevci
Milivojevci falu Horvátországban, Pozsega-Szlavónia megyében. Közigazgatásilag Velikéhez tartozik.

## Fekvése
Pozsegától légvonalban 14, közúton 16 km-re északnyugatra, községközpontjától légvonalban 9, közúton 14 km-re délnyugatra, a Papuk-hegység déli lejtői alatt, a Bosanski-patak völgye felett, a 4100-es számú út mentén, Sloboština és Lučinci között fekszik.

## Története
1702-ben a neve még csak helynévként, de nem településként szerepel. A települést csak a 18. század közepén alapították. Nevét első lakóiról a Milivojević családról kapta. 
Az első katonai felmérés térképén „Dorf Milivoevczi” néven látható. Lipszky János 1808-ban Budán kiadott repertóriumában „Millivojevczi” néven szerepel. Nagy Lajos 1829-ben kiadott művében „Milivojevczi” néven 6 házzal és 52 ortodox vallású lakossal találjuk. 1857-ben 67, 1910-ben 93 lakosa volt. 1910-ben a népszámlálás adatai teljes lakossága szerb anyanyelvű volt. Pozsega vármegye Pozsegai járásának része volt. Az első világháború után 1918-ban az új szerb-horvát-szlovén állam, majd később (1929-ben) Jugoszlávia része lett. 1991-ben teljes lakossága szerb nemzetiségű volt. 2001-ben 17 állandó lakosa volt.

## Lakossága
| Lakosság változása | Lakosság változása | Lakosság változása | Lakosság változása | Lakosság változása | Lakosság változása | Lakosság változása | Lakosság változása | Lakosság változása | Lakosság változása | Lakosság változása | Lakosság változása | Lakosság változása | Lakosság változása | Lakosság változása | Lakosság változása |
| ------------------ | ------------------ | ------------------ | ------------------ | ------------------ | ------------------ | ------------------ | ------------------ | ------------------ | ------------------ | ------------------ | ------------------ | ------------------ | ------------------ | ------------------ | ------------------ |
| 1857               | 1869               | 1880               | 1890               | 1900               | 1910               | 1921               | 1931               | 1948               | 1953               | 1961               | 1971               | 1981               | 1991               | 2001               | 2011               |
| 67                 | 63                 | 73                 | 89                 | 89                 | 93                 | 93                 | 122                | 94                 | 112                | 102                | 82                 | 72                 | 60                 | 10                 | 17                 |